# Melhania magnifolia
Melhania magnifolia är en malvaväxtart som beskrevs av Blatter och Hallb. Melhania magnifolia ingår i släktet Melhania och familjen malvaväxter. Inga underarter finns listade i Catalogue of Life.